# Breiðdalsheiði

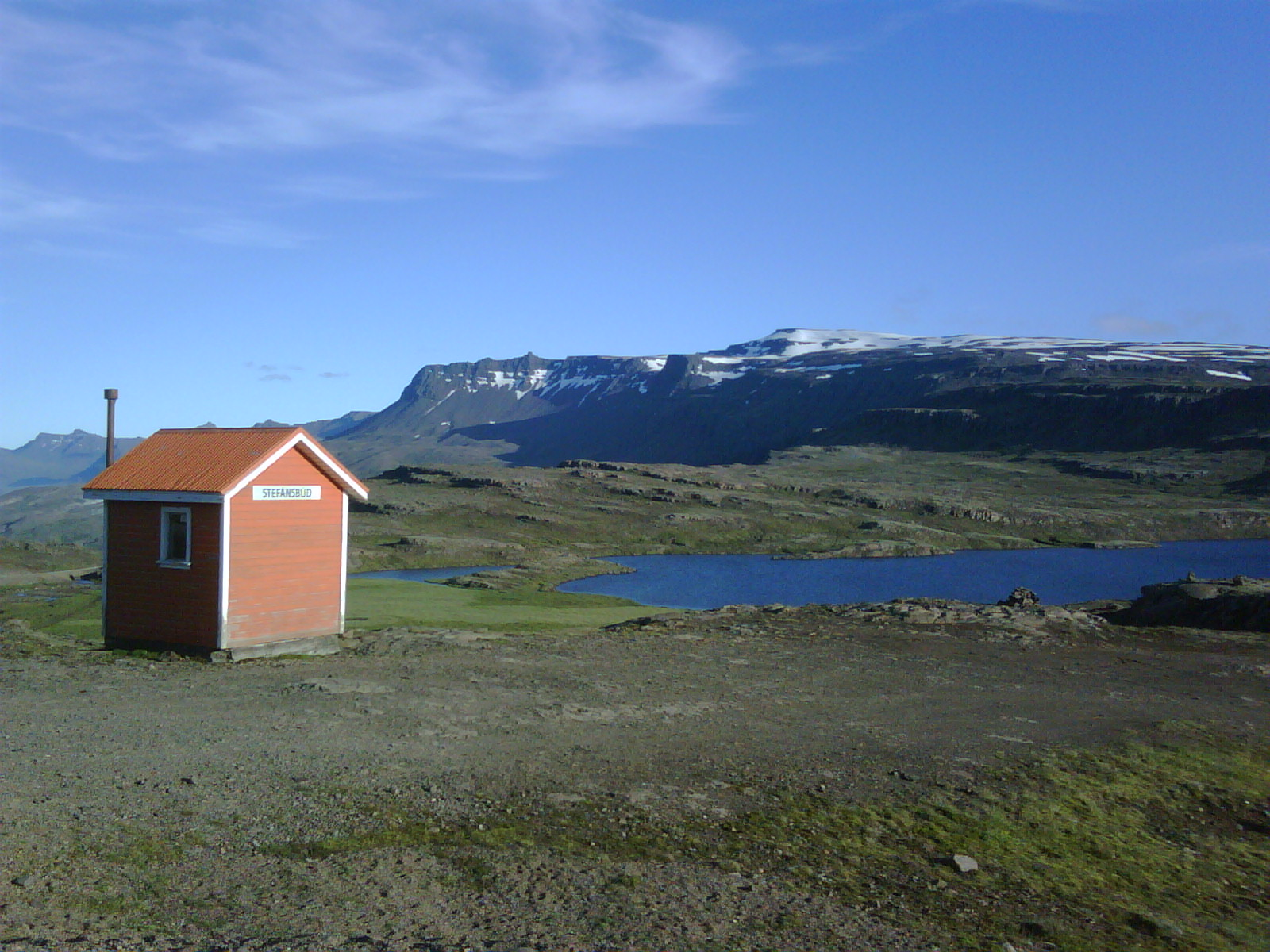
Schutzhütte Stefánsbúð auf der Breiðdalsheiði mit See Heiðarvatn im Hintergrund.

Die Breiðdalsheiði ist eine Hochebene im Osten von Island.
Der bis November 2017 über sie führende Teil der isländischen Ringstraße wird ebenso bezeichnet. In diesem Gebiet ist die Straße noch nicht asphaltiert und im Winter schlecht befahrbar. Ausgewichen wurde dann über den  Norðfjarðarvegur  bis nach Reyðarfjörður und weiter auf dem Suðurfjarðavegur. Zum 11. November 2017 wurde diese Ausweichroute offiziell zum Bestandteil der Ringstraße (Nummer 1) umgewidmet, während der ursprüngliche Verlauf zum Skriðdals- og Breiðdalsvegur  wurde.
Die Verbindung von Egilsstaðir nach Breiðdalsvík ist über die Breiðdalsheiði 82 Kilometer lang, von denen 25 nicht asphaltiert sind. Die Strecke über die Ostfjorde ist 10 Kilometer länger, aber komplett asphaltiert.
Die Breiðdalsheiði liegt zwischen dem Tal Breiðdalur und der dazugehörigen Bucht Breiðdalsvík einerseits und dem See Lagarfljót andererseits. Man kann diese Passstraße als Verbindungsweg von den Höfn í Hornarfirði nach Egilsstaðir nehmen, wenn man nicht den kürzeren, aber viel steileren Weg (17 % Hangneigung) über den Pass Öxi vorzieht.
An ihrer höchsten Stelle erreicht die Breiðdalsheiði 470 m.
Ein kleiner See, der Heiðarvatn, liegt nahe der Passstraße. Man kann Forellen darin fangen.
Wie auf vielen solchen Pässen in Island, findet man auch hier eine Notunterkunft, diese trägt den Namen Stefánsbúð.
Der größte Teil der Breiðdalsheiði befindet sich im Gebiet eines riesigen erloschenen Zentralvulkans, des Breiðdalsvulkans, der vor ca. 6–7 Mill. Jahren aktiv war.